# 卡希太亞口魚
卡希太亞口魚為輻鰭魚綱鯉形目亞口魚科的其中一種，為溫帶淡水魚，分布於北美洲墨西哥西北部亚基河至Mayo河流域。身體呈梭形且延長，頭部和眼睛相對較大，口下位，唇厚呈吸盤狀，體色以黃褐色為底，全身佈滿黑色不規則斑塊，棲息在底層水域，生活習性不明。 